# Christoffel Bennekers
Christoffel Bennekers (Zwolle, 28 mei 1894 – Goirle, 15 augustus 1942) was een politie-inspecteur in Rotterdam, en de formele oprichter van de Inlichtingendienst (ID) binnen de gemeentepolitie Rotterdam op 12 september 1927. Aan het begin van de Tweede Wereldoorlog als politie-inspecteur in Rotterdam, maakte hij ook deel uit van het verzet. Hij werd uiteindelijk gefusilleerd.

## Biografie
Voormalig politiecommissaris Jan Blaauw schrijft dat Bennekers vlak vóór de Duitse bezetting de archieven van de politie-inlichtingendienst met daarin dossiers van communisten en andere personen die ernstig te vrezen zouden krijgen van de bezetter zou hebben vernietigd. Bennekers viel vlak na de bezetting van Nederland in ongenade bij de bezetter vanwege zijn anti-Duitse houding en werd als gijzelaar in Kamp Sint-Michielsgestel gevangengezet. Als wraak voor een mislukte aanslag op het Luchtspoor door de Nederlandse Volksmilitie werd Christoffel Bennekers samen met Willem Ruys, Robert Baelde, Otto Ernst Gelder en Schimmelpenninck van der Oye op 15 augustus 1942 op het landgoed Gorp en Roovert, gelegen in de bossen bij Goirle, gefusilleerd.
Het is nog steeds onduidelijk of Bennekers functie bij de Rotterdamse politie een rol heeft gespeeld in zijn selectie als Todeskandidat. Bij het Stadsarchief Rotterdam wordt als reden voor de vernoeming (op 4 maart 1947) van de Chris Bennekerslaanalleen verwezen naar zijn fusillade an sich en wordt niet gerept van specifieke verzetsdaden.

## Nagedachtenis

#### Oorlogsmonument
Op het landgoed Gorp en Roovert werd op 14 augustus 1945, precies op de plek waar de fusillade plaatsvond, een gedenkplaats ingericht waaraan in 1946 een monument is toegevoegd waarop de namen van de vijf slachtoffers staan vermeld. Twee van hen (Otto Ernst Gelder graaf van Limburg Stirum en Alexander baron Schimmelpenninck van der Oye) liggen hier ook begraven. Jaarlijks wordt op 15 augustus bij het monument een formele herdenking gehouden.

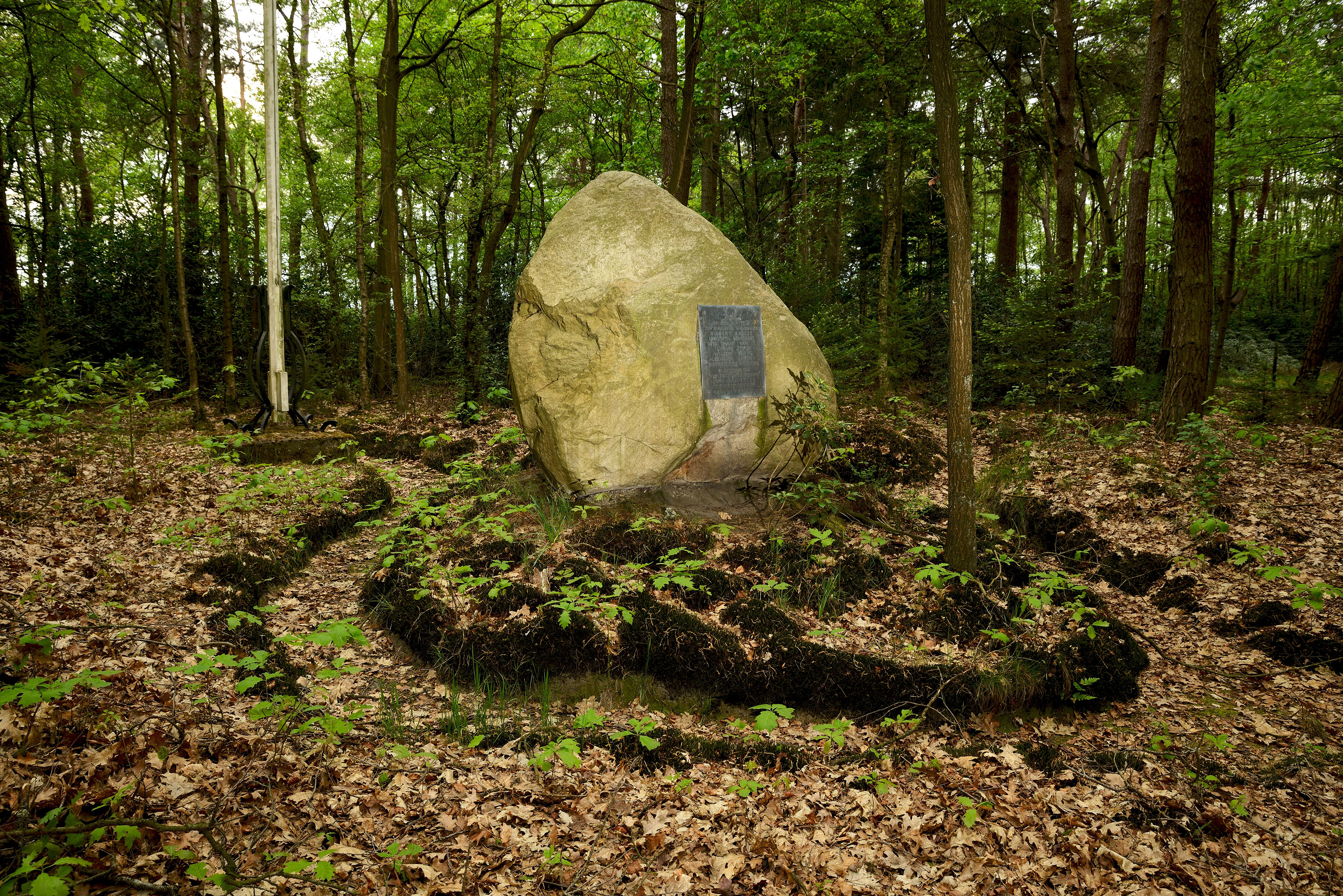
Gedenkmonument op landgoed Gorp en Roovert

Bennekers staat vermeld op de Erelijst van Gevallenen 1940-1945.
In Rotterdam is op 4 maart 1947 de Chris Bennekerslaan naar hem vernoemd.
- Nederlandse Thesaurus van Auteursnamen: 094304599
- Virtual International Authority File: 290582570
- WorldCat: E39PBJwhF4VGF8QfgGQ4QT9bh3